# Berlin Thunder
De Berlin Thunder (of simpelweg de Thunder) is een Duits voormalig American footballelftal uit Berlijn. Ze speelden in de NFL Europa, een spin-off van de NFL, dat in de lente plaatsvond in Europa.
Het team is opgericht in 1999, omdat er in de NFL Europa plaats was voor een nieuw team, nadat de London Monarchs gestopt waren.
De Thunder hebben 3 keer de World Bowl gewonnen, namelijk in 2001, 2002 en 2004. Daarnaast stonden ze ook in de finale in 2005, maar verloren toen van de Amsterdam Admirals met 27-21. Met het opheffen van de NFL Europa in 2007 verdween ook de Berlin Thunder.

## Resultaten per seizoen
W = Winst, V = Verlies, G = Gelijk, R = Competitieresultaat
| Seizoen                     | W  | V  | G | R                     | Play-offresultaat        |
| --------------------------- | -- | -- | - | --------------------- | ------------------------ |
| Berlin Thunder (NFL Europe) |    |    |   |                       |                          |
| 1999                        | 3  | 7  | 0 | 6e plaats             | --                       |
| 2000                        | 4  | 6  | 0 | 6e plaats             | --                       |
| 2001                        | 6  | 4  | 0 | 2e plaats             | World Bowl IX gewonnen   |
| 2002                        | 6  | 4  | 0 | 2e plaats             | World Bowl X gewonnen    |
| 2003                        | 3  | 7  | 0 | 6e plaats             | --                       |
| 2004                        | 9  | 1  | 0 | 1e plaats             | World Bowl XII gewonnen  |
| 2005                        | 7  | 3  | 0 | 1e plaats             | World Bowl XIII verloren |
| 2006                        | 2  | 7  | 1 | 6e plaats             | --                       |
| Berlin Thunder (NFL Europa) |    |    |   |                       |                          |
| 2007                        | 2  | 8  | 0 | 6e plaats             | --                       |
| Totaal                      | 45 | 48 | 1 | (inclusief play-offs) | (inclusief play-offs)    |

NFL Teams 2007:
Amsterdam Admirals · Cologne Centurions · Rhein Fire · Frankfurt Galaxy · Hamburg Sea Devils · Berlin Thunder
Voormalige NFL teams:
Barcelona Dragons · London/England Monarchs · Scottish Claymores